# 보성오씨 삼기문중재실
보성오씨 삼기문중재실은 충청북도 청주시 서원구에 있다. 2015년 4월 17일 청주시의 향토유적 제60호로 지정되었다.

## 개요
보성오씨 삼기 문중 재실이다.